# Ternove, Polohî
Ternove (în ucraineană Тернове) este un sat în comuna Ciubarivka din raionul Polohî, regiunea Zaporijjea, Ucraina.

## Demografie
Componența lingvistică a localității Ternove
     Ucraineană (96,61%)
     Rusă (1,69%)
     Română (1,69%)
Conform recensământului din 2001, majoritatea populației localității Ternove era vorbitoare de ucraineană (96,61%), existând în minoritate și vorbitori de rusă (1,69%) și română (1,69%).